# Patricia Monaghan
Patricia Monaghan (ur. 15 lutego 1946, zm. 11 listopada 2012) – amerykańska poetka, pisarka, przewodnik duchowy, mentorka ruchu współczesnej duchowości kobiety. Monaghan napisała ponad 20 książek na różne humanistyczne tematy, w tym duchowość Bogini, duchowość Ziemi, mitologia celtycka, krajobrazy Irlandii i techniki medytacji. W 1979 roku ukazała się pierwsza encyklopedia żeńskich bóstw, książkę, która jest w druku od tamtej pory i została przedrukowana w 2009 roku w dwóch tomach jako Encyklopedia bogiń i bohaterek. Była mentorką dla wielu naukowców i pisarzy, w tym biolożki Cristiny Eisenberg, poetki Annie Finch, teolożki Charlene Spretnak, i antropolożki Dawn Work-MaKinne. Była jedną z założycielek Stowarzyszenia Studiów Kobiet i Mitologii, który zgromadził artystów, naukowców i badaczy, miejsca kobiet w mitologii oraz duchowości bogini jako pierwsza tego typu organizacja akademicka w Stanach Zjednoczonych.

## Wczesne życie, wykształcenie i kariera akademicka
Patricia Monaghan urodziła się 15 lutego 1946 roku. Jej rodzice, Mary Gordon i Edward Monaghan mieli irlandzkie korzenie. Patrycja spędziła swoje pierwsze lata na Long Island, w otoczeniu dużej rodziny. Kilka pierwszych lat życia choroba trzymała ją w domu. W okresie tym wiele czytała oraz uczyła się haftować. Później tradycyjne rzemiosło było ważną częścią spędzania czasu wolnego w ciągu całego jej życia. Gdy Patricia była w czwartej klasie, jej rodzina przeniosła się do Colorado, po przeniesieniu służbowym jej ojca, który był oficerem sił powietrznych. Stamtąd przenieśli się na Alaskę.
Monaghan zdobyła Bachelor’s degree oraz magisterium na Uniwersytecie stanowym Minnesoty, gdzie studiowała literaturę angielską i francuską. Rozwinęła wtedy swoje zainteresowanie francuskim symbolizmem w poezji. Po ukończeniu studiów, pracowała jako dziennikarka w Minnesocie i na Alasce, pisząc o kulturze, przyrodzie, i poruszając tematykę łączącą te dwa aspekty współczesnej cywilizacji. Zdobyła tytuł magistra z twórczych technik pisarskich (wiersze) na Uniwersytecie Alaski i doktorat w badaniach interdyscyplinarnych (nauka i literatura) w Instytucie Europejskim z siedzibą w Cincinnati. W 1995 roku Patricia Monaghan zapisała się na fakultety Szkoły Nowego Nauczania (the School for New Learning) prowadzonej na DePaul University, gdzie wykładała dla studentów sztukę i nauki o środowisku do 2011 roku, osiągając w końcu tytuł profesora.

## Duchowość i mitologia.
W ciągu całej swojej kariery, Patricia Monaghan zajmowała się sprawami duchowości, zwłaszcza duchowości kobiecej. W 1979 roku ukazała się jej pierwsza encyklopedia żeńskich bóstw. Książka ta pozostawała ciągle w druku od tego czasu i w końcu została ponownie wydana w dwóch tomach jako Encyklopedia bogiń i bohaterek. Opublikowała również encyklopedię celtyckich mitów, Encyklopedia celtyckich mitów i folkloru. Była redaktorką trzy częściowego zbioru esejów pod tytułem Bogini w kulturze światowej, wydanego w 2010 roku przez wydawnictwo ABC-Clio. Jej inne książki na ten temat to Ścieżka Bogini, na nowo opowiedziane historie bogiń z całego świata, okraszone wierszami i medytacjami jej autorstwa oraz Obcowanie z boginią, kolekcja medytacji na każdy dzień roku. Dzikie dziewczyny: ścieżka młodej bogini ponownie opowiada historie dla dziewczyn o młodej bogini.
Monaghan posiadała podwójne, irlandzkie i amerykańskie, obywatelstwo. Swoje zainteresowanie Irlandią i zaangażowanie w kobiecą duchowość przeniosła na karty książki Red-Haired Girl from the Bog: The Landscape of Celtic Myth and Spirit (2003), jako poetycki i naukowy obraz irlandzkich mitów, bajek i tradycji.
Praktykowała qigong, dza-zen i inne formy medytacji, Patricia współpracowała z nauczycielem jogi Eleanor (Teri) Viereck w pisaniu encyklopedii Medytacja: kompletny podręcznik (Meditation: The Complete Guide), która została wydana w 1999 roku. Zmienione i Rozszerzone wydanie zawiera kilka nowych rozdziałów i rozszerzoną bibliografię.
Wieloletni członek społeczności Kwakrów, Monaghan również była członkiem Czwartego Zakonu Franciszka i Klary (the Fourth Order of Sts. Frances and Clare), międzywyznaniowej organizacji religijnej. Prowadziła warsztaty dla kobiety z zakresu kobiecej duchowości we współpracy z Kobiecym Instytutem Teologicznym i Świątynią Diany (the Women’s Thealogical Institute and the Temple of Diana).
Zgodnie z duchową ścieżką której osią jest ziemia, Monaghan uznawała sakralność natury. Do tej koncepcji odnosi się jej książka Magiczne Ogrody wydana w 1997 roku. Książka zawiera porady dotyczące projektowania i utrzymania ogrodu w zgodzie duchową manifestacją przyrody, której część zawarta jest w mitologiach świata. Książka doczekała się drugiego wydania w 2012 roku. Na początku swojej kariery, była pisarką naukową i dziennikarką. W jej domu w Black Earth, Wisconsin, ona i jej mąż, Michael Mcdermott, jak pielęgnowali winnicę, sad i duży ogród. Była również znawczynią win, i autorką publikacji Winnice w stanie Minnesota i Wisconsin.
W chwili śmierci, Monaghan kończyła redagować (wspólnie z mężem) zbiór esejów Brigit: Słońce Kobiecości (Brigit: Sun of Womanhood). Przygotowywała również miękkie wydanie Encyklopedii bogiń i bohaterek.

## Poezja
Cztery książki Patricii Monaghan są więcej niż przypadkowym zbiorem poezji. Każda skupia się na konkretnym temacie. Jej pierwsza książka, Winterburning, bada paradoksalne związki ognia i lodu w Arktyce. Druga, Seasons of the Witch, zwycięzca literackiej nagrody Przyjaciele Literatury (the Friends of Literature Award) za poezję oraz nagroda COVR za najlepszą pracę multimedialną. Książka śledzi pory roku jako metaforę życia kobiety; wiersze zostały wydane w wersji multimedialnej w wykonaniu ludowych artystek z Alaski i są dostępne zarówno w książce, jak i osobno. Taniec z Chaosem (Dancing with Chaos) wykorzystuje językoznawstwo i pojęcia teorii systemów dynamicznych do badania relacji międzyludzkich.
Front rodzinny (Homefront) omawia wpływ wojny na rodzinę. Ludowy kompozytor Michael Smith skomponował muzykę do wielu jej utworów, w wykonaniu Jamie O ' Reilly jako Songs of the Kerry Madwoman (Piosenki Szalonej Kerry). Na początku 2011 roku została wydana kolejna jej książka, Łaska Starożytnej Ziemi (The Grace of Ancient Land) w serii publikacji Głosy Amerykańskiej Ziemi (The Voices From the American Land). W ramach tej publikacji Monaghan pragnęła wyrazić siłę tradycyjnego amerykańskiego święta na wsi. Rozszerzona wersja tej pracy, wraz z poezją czerpiącą z irlandzkiej tradycji jest próbą uchwycenia faktycznego związku natury, kultury i duchowości. Książka została wydana pod tytułem Sanctuary (Sanktuarium) przez wydawnictwo Salmon Poetry.

## Przywódczyni
Patricia Monahan była jedną z założycielek i pracownikiem naukowym Instytutu Czarnej Ziemi (The Black Earth Institute). Organizacja ta powstała w celu inspirowania artystów do pracy na rzecz inkluzywnej duchowości, ochrony i uzdrawiania Ziemi oraz walki o sprawiedliwość społeczną. Była również fundatorką organizacji i menedżerką rozwoju w Stowarzyszeniu na Rzecz Studiów Kobiecych i Mitologii (Association for the Study of Women and Mythology) Organizacja stara się promować studia na temat Bogini w dyskursie akademickim i promować sztukę inspirowaną tym tematem.

## Nagrody i wyróżnienia
Phoenix Award for PoetryMonaghan wygrała nagrodę Pushcart Prize (2003) za publikację „Physics and Grief”. Jej praca została również zaliczona do najlepszej amerykańskiej literatury w kategorii duchowość w tym samym roku. W 2003 roku wygrała Phoenix Award for Poetry ufundowaną przez Crowsnest Environmental Action Society z siedzibą w Albercie, Kanada oraz the Spirit of Inquiry Award ufundowaną przez DePaul University. W 2008 roku otrzymała amerykańską nagrodę literacką Paul Gruchow Memorial Essay Award.

## Rodzina
W 2014 roku w wyniku badań genetycznych stwierdzono, że Patricia Monaghan była biologiczną matką dramaturga i dziennikarza Maxa Sparbera.

### Dyskografia
- Songs of the Kerry Madwoman – Music by Michael Smith, sung by Jamie O’Reilly
- 2002 – Seasons of the Witch – Peggy Monaghan (Lyrics & Poetry by Patricia Monaghan) 2-CD set (Arctic Siren) ASIN B00007BK4L
- 1994 – Seasons of the Witch – Peggy Monaghan (Lyrics & Poetry by Patricia Monaghan)
- 1993 – The Way of the Goddess (recorded lecture on cassette)